# Dave Helmick
Dave Helmick (1937 – maggio 2019) è stato un pilota automobilistico statunitense, vincitore della 24 Ore di Daytona (1977) e della 12 Ore di Sebring 1973.

## Biografia
Prima di intraprendere la carriera agonistica nel motorsport, ha studiato come medico militare, divenendo in seguito medico di gara del team Ford in Europa, partecipando 
come tale alla 24 Ore di Le Mans del 1966.
In seguito ha deciso di entrare nel mondo dell'automobilismo iniziando la carriera di pilota. Il suo primo successo è stata la vittoria della 12 Ore di Sebring del 1973 su una Porsche 911 Carrera RSR, insieme a Peter Gregg e Hurley Haywood. Successivamente insieme a John Graves e Haywood ha vinto la 24 Ore di Daytona del 1977 sempre con una Porsche 911 Carrera RSR, ultima vittoria di una vettura aspirata prima dell'avvento del turbo.
Negli anni seguenti lascia il motorismo sportivo tornando a svolgere la professione medica cone radiologo. 
È morto nel maggio 2019.

## Palmarès
- 12 Ore di Sebring: 1
1973
- 24 Ore di Daytona: 1
1977